# KMail
KMail este un client de poștă electronică ce face parte din mediul desktop KDE și oferă un comportament unitar cu programele din suita Kdepim. Suportă foldere, filtre, vizualizarea de mesaje HTML (dar nu și compunerea de mesaje HTML) și seturi de caratere internaționale. Protocoalele suportate sunt IMAP, dIMAP, POP3 și maiboxuri locale. Pentru transmisie poate folosi SMTP sau sendmail. 
De asemenea KMail poate import mailboxuri sau sisteme de fișiere create de diverse alte programe de mail precum Evolution, Opera, Outlook, Thunderbird și altele.

## Interfața cu utilizatorul
În spiritul KDE, KMail este un program foarte configurabil și oferă acces la majoritatea setărilor. KMail oferă o integrare excelentă cu programele pentru desktop, suportând drag and drop, mailto, fișiere temporare pentru deschiderea directă a atașamentelor fără a le salva. De asemenea, KMail utilizează informațiile despre contacte stocate de KAddressBook și păstrează o listă internă cu adresele de e-mail cu care s-a corespondat.

## Spam și filtrare
KMail utilizează două filtre speciale pentru a oferi acces modular la programele de filtrare a spamului:
- Trimite acest e-mail către un program permite alegerea oricărui program, și când filtrul KMail este activat, programul ales va rula și va primi e-mail-urile.
- Trece aceste e-mail printr-un program trimite e-mailurile către un program ales, și le înlocuiește cu rezultatele programului chemat. Aceasta permite folosirea sistemelor precum SpamAssassin care adaugă un header propriu la e-mail.

Folosind filtre de text KMail găsește headerele speciale adăugate de SpamAssassin, și tratează mesajele după caz. Astfel KMail poate beneficia de puternicele sisteme de filtrare existente fără a implementa filtre complicate.
O facilitate foarte interesantă pentru utilizatorii de conexiuni lente, precum dial-up, este filtrarea mesajelor direct pe serverul de e-mail. Mesajele ce depășesc anumite dimensiuni sunt listate, dar nu sunt copiate automat pe calculator. Astfel utilizatorul poate decide dacă să copieze sau nu mesajul, evitând mesajele prea mari sau care conțin spam.